# Dura jornada per a la reina
Dura jornada per a la reina (títol original en francès: Rude Journée pour la reine) és una pel·lícula franco- suïssa dirigida per René Allio i estrenada el 1973. Ha estat doblada al català.

## Argument
En un petit pavelló dels afores parisencs, tota una família proletària s'estreny sota l'ègida d'una parella a la cinquantena, Jeanne i Albert. Hi són els pares retirats de Jeanne, i Catherine, la mare d'Albert, vídua i francament pesada. Mentre Jeanne fa a l'exterior la feina de dona de fer feines per a diversos empresaris, s'ocupa de tota la família que fàcilment és sota la seva dependència fins al punt que quan arriba de vegades amb retard, ningú no hagi tingut l'ànim d'anar a comprar el pa o de posar l'aigua a escalfar per a les pastes. Enganxada en aquesta trista vida, Jeanne ha de fer cara a altres preocupacions: Albert, molt contrariat perquè a la seva edat no ha trobat més que una petita feina de vigilant nocturn, s'ha tornat irascible i exasperat per no res. I després, i sobretot, hi ha Julien, el gendre de Jeanne, que era a presó i ha sortit amb la idea fixa de reconquerir tant sí com no la seva Annie que ha posat al món el seu fill Patrick, causant així una gran emoció en la família i el seu cercle. Feliçment, enmig de totes aquestes preocupacions, Jeanne té una escapatòria: somia desperta gràcies a la premsa del cor, el cinema i la televisió. Quan Julien arriba d'amagat a demanar a la seva sogra que escrigui ràpidament una carta a Annie (un pla per fugir junts, ja que ni el pare de Julien ni els pares d'Annie, Sr. i Sra. Thouars, no aproven la relació dels seus fills), Jeanne s'espanta, superada per la responsabilitat que Julien li confia, contrariada d'haver d'actuar a l'esquena d'Albert i dels Thouars. La seva angoixa fa que imagini que la seva presa de contacte amb Annie serà violenta com la de la fotonovel·la de Nous Deux o en fulletons televisats novel·lescos. Després, havent d'actuar d'esquena d'Albert, es veu com una dona que enganyaria el seu marit, en diaris sensacionalistes com France Dimanche o Ici Paris fotografiada en flagrant delicte d'adulteri amb el «seu amant» Julien.
Es veu encara com una dona sospitosa interrogada pel comissari de la sèrie de televisió Les Cinq Dernières Minuts. Per a Jeanne, enviar la carta a Annie resultarà ser un verdader recorregut del combatent, ja que Annie treballa al bar-tabac familiar «El Narval» on Jeanne és sempre mal rebuda pels Thouars quan va a comprar un paquet de Gitanes per a Albert. Finalment, assumint, segons les circumstàncies, el paper de Presidenta de la República o el de Sissi, l'emperadriu, la «reina Jeanne», com a dona de fer feines aplicada, aconseguirà majestuosament arreglar els seus problemes familiars.

## Repartiment
- Simone Signoret: Jeanne
- Jacques Debary: Albert
- Olivier Perrier: Julien
- Orane Demazis: Catherine
- Christiane Rorato: Mathilde
- Alice Reichen: Rose
- André Valtier: Charles
- Michel Peyrelon: Georges
- Arlette Chosson: Annie
- Denise Bonnal: Armande Thouars
- Pierre Léomy: Monsieur Thouars

Amb la participació de :
- Gabriel Cattand: Monsieur Flatters
- Gérard Depardieu: Fabien
- Tanya Lopert: Maya

## Producció
| « | Gràcies René Allio per a Dura jornada per a la reina . Simone Signoret a La nostàlgia no és més que el que ella era. | » |

### Casting
Télérama:
| « | Jeanne, encarcarada en un vestit sense forma, entatxonada per la vida i les humiliacions, és Simone Signoret. Sense ella, sense l'esclat de la seva mirada límpida, la pel·lícula no seria potser més que una crònica social més. Extremadament sobria, revelant un gest delicat, a penes esbossat, la por o el valor, la tendresa o la resignació, troba aquí un dels seus papers més bonics. | » |

### Guió
René Allio:
| « | Contant la història a la nostra manera, sobre un pla, o sobre un altre, es multipliquen els enfocaments del conflicte, els eixos de la mirada i fins i tot la descripció dels personatges. […] Tots els temes abordats en els somnis giren al voltant d'una mateixa funció: a través del conflicte familiar, fer triomfar la noció d'ordre, de jerarquia, al si de la família mateixa mirall del cos social. Allà on les hem pres, les variacions al voltant d'aquest tema són d'una d'aflictiva pobresa, perquè sols els estereotips són posats en obra, i no només, la imaginació. A la pel·lícula, res no pot esdevenir ric més que a nivell del que és a sota: quan l'emperador és al mateix temps Albert, quan l'emperadriu és al mateix temps Jeanne, quan la dama de la cort flirtejant en una cantonada amb un vell general, és la germana de Jeanne, que, en la vida somnia ser mantimguda per un quinquagenaro afortunat… Tot, doncs, s'enriqueix en relació amb la realitat familiar i la condició social d'aquesta família. | » |

### Cançó i música addicionals
- Arrêter les aiguilles, lletra de Paul Briollet/Paul Dalbret i música de Paul Dalbret, interpretada per Berthe Sylva (1925).
- Extret de l'òpera Lakmé de Léo Delibes (1883).